# Mount Maloney
Mount Maloney är ett berg i Antarktis. Det ligger i Västantarktis. Nya Zeeland gör anspråk på området. Toppen på Mount Maloney är 1 990 meter över havet, eller 509 meter över den omgivande terrängen. Bredden vid basen är 1,9 km.
Terrängen runt Mount Maloney är kuperad åt nordost, men åt sydväst är den bergig. Trakten är obefolkad. Det finns inga samhällen i närheten.